# Mariaville Lake
Mariaville Lake est une census-designated place du comté de Schenectady, dans l'État de New York, aux États-Unis,. En 2020, elle compte une population de 666 habitants.